# Paroles juives
Paroles juives est un recueil de poèmes écrits en 1921 par Albert Cohen. Il s'agit de son premier livre et son seul recueil de poèmes.

## Thématique
Paroles juives, où Albert Cohen « constitue sa personnalité d'écrivain » présente deux des thématiques principales de son oeuvre : le thème juif, où il célèbre à la fois la misère et la grandeur de son peuple : 
Juifs

Je sais vos yeux craintifs

Et ce stylet sous la paupière

Ce vif acier furtif qui injurie.

Je sais vos sourires sous les coups

Vos faces baissées

Vos mains qui crochent et ne lâchent

Et les petits rires dans les coins d'ombre.

Je sais.

Je sais aussi cette flamme en vos poings

Hommes

Hommes aimés
et la célébration de la femme :   
Que ma vie en vous s'élance

Femmes de cette terre aimée

Et que je connaisse la joie

Et la battante paix par vous

Femmes de la terre

## Éditions
Le recueil, publié à Paris par Georges Crès et à Genève par André Kundig en 1921, n'est pas réédité avant 1993 où il est repris dans les oeuvres d'Albert Cohen publiées par les éditions Gallimard dans la bibliothèque de la Pléiade (à l'exception de Belle du Seigneur déjà paru en 1986 dans cette collection),.